# ATP Challenger Biella-2
Das ATP Challenger Biella-2 (offizieller Name: Biella Challenger Indoor) war ein viermal 2021 stattfindendes Tennisturnier in Biella, Italien. Es war Teil der ATP Challenger Tour und wurde in der Halle auf Hartplatz ausgetragen.

## Liste der Sieger

### Einzel
| Jahr     | Sieger            | Finalgegner        | Ergebnis       |
| -------- | ----------------- | ------------------ | -------------- |
| 2021 (4) | Daniel Masur      | Matthias Bachinger | 6:3, 6:78, 7:5 |
| 2021 (3) | Andreas Seppi     | Liam Broady        | 6:2, 6:1       |
| 2021 (2) | Kwon Soon-woo     | Lorenzo Musetti    | 6:2, 6:3       |
| 2021 (1) | Illja Martschenko | Andy Murray        | 6:2, 6:4       |

### Doppel
| Jahr     | Sieger                                   | Finalgegner                          | Ergebnis         |
| -------- | ---------------------------------------- | ------------------------------------ | ---------------- |
| 2021 (4) | Lloyd Glasspool Matt Reid                | Denys Moltschanow Serhij Stachowskyj | 6:3, 6:4         |
| 2021 (3) | Quentin Halys Tristan Lamasine           | Denys Moltschanow Serhij Stachowskyj | 6:1, 2:0 aufgg.  |
| 2021 (2) | Hugo Nys Tim Pütz                        | Lloyd Glasspool Harri Heliövaara     | 7:64, 6:3        |
| 2021 (1) | Luis David Martínez David Vega Hernández | Szymon Walków Jan Zieliński          | 6:4, 3:6, [10:8] |